# Бедулита
Бедулѝта (на италиански: Bedulita; на ломбардски: Bedülida, Бедюлида) е село и община в Северна Италия, провинция Бергамо, регион Ломбардия. Разположено е на 600 m надморска височина. Населението на общината е 730 души (към 2017 г.).